# Desa Admen
Desa Admen is een bestuurslaag in het regentschap Timor Tengah Utara van de provincie Oost-Nusa Tenggara, Indonesië. Desa Admen telt 614 inwoners (volkstelling 2010).